# William Keith

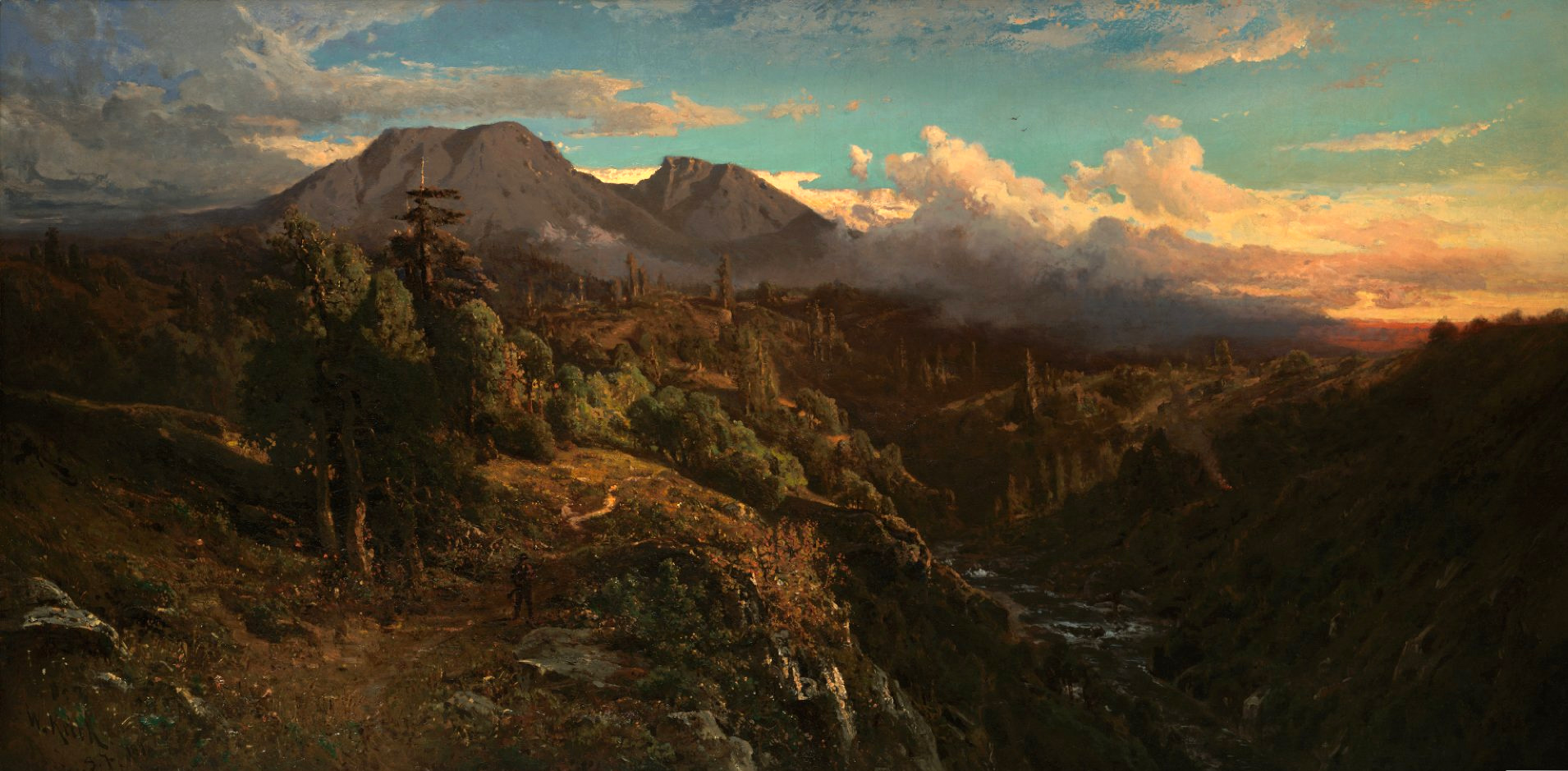
Zachód słońca nad Mount Tamalpais, 1894

William Keith (ur. 18 listopada 1838 w Old Meldrum, zm. 13 kwietnia 1911 w Berkeley) – amerykański malarz pejzażysta.

## Życiorys
Pochodził ze Szkocji, w 1850 jego rodzina wyemigrowała do Stanów Zjednoczonych i osiadła w Nowym Jorku. Początkowo zajmował się grawerowaniem, w 1859 wyjechał na stałe do San Francisco, gdzie osiadł na stałe. Studiował u Samuela Marsdena Brookesa (1816–1892), studia kontynuował w latach 1869–1870 w Düsseldorfie w Niemczech.
William Keith malował początkowo wielkoformatowe pejzaże pod wpływem romantycznych artystów z Hudson River School. Później koncentrował się na mniejszych, bardziej intymnych kompozycjach zbliżonych do prac barbizończyków. Artysta odniósł znaczny sukces materialny, miał klientów wśród bogatej elity Kalifornii. Przyjaźnił się z przez wiele lat ze znanym naturalistą Johnem Muirem, z którym przyczynił się do utworzenia Parku Narodowego Yosemite.
Malarz zmarł w Berkeley w Kalifornii w 1911 i pochowano go na Mountain View Cemetery w Oakland. Jego dorobek ocenia się na 1000–2000 płócien, dokładna liczba pozostanie nieznana ponieważ znaczna część obrazów Keitha uległa zniszczeniu w czasie trzęsienia ziemi w San Francisco w 1906. Obecnie większość jego prac posiadają muzea i galerie amerykańskie, m.in. Museum of Fine Arts w Bostonie i Crocker Art Museum w Sacramento.
Nazwiskiem artysty nazwano jeden ze szczytów w Sierra Nevada (Mount Keith) i ulicę w Berkeley (Kalifornia).

## Źródła, linki zewnętrzne
- William Keith Paintings – biogram. [dostęp 2010-08-17]. (ang.).
- Karges Fine Art – biogram. [dostęp 2010-08-17]. (ang.).
- William Keith w Artcyclopedia.com. [dostęp 2010-08-17]. (ang.).
- American Gallery – galeria. [dostęp 2010-08-17]. (ang.).